# Gazdag Guntram
Gazdag Guntram (latinul: Guntramnus Dives, németül: Guntram der Reiche, franciául: Gontran le Riche; 920 körül – 973. március 26.) Breisgau grófja, az Etichonid nemesi család tagja és a Habsburg-család legelső ismert őse.

## Élete
Az Etichonid nemesi család Eberharde ágából származott, mely egy volt a Felső-Rajna vidékén lévő legbefolyásosabb családok közül. Guntram birtokolta az elzászi és a breisgaui földeket, a Vogézektől Kaiserstuhlig, beleértve a Fekete-erdőt is.
Sok birtokát a királytól kapta. 952 augusztusában Augsburgban, a királyi ülésen elítélték hűtlenség vádjával, ezért I. Nagy Ottó német-római császár elvette a hűbérbirtokait. Ennek ellenére Guntramnak sikerült megtartania birtokait Elzász, Breisgau, Aare és Reuß területén. A politikai befolyást, melyet nagyapjuk elvesztett, Guntram unokáinak sikerült visszaszerezniük. Unokái közül Radbot alapította meg a muri apátságot, mely a Habsburg-ház első temetkezési helye. Egyes források szerint Radbot volt az is, aki a család habichtsburgi kastélyát építtette, de más információk szerint az építményt a család másik tagja, Werner létesítette.
A Muri Apátság kronológiája szerint, melyet a XI. században jegyeztek le, Gazdag Guntram volt a Habsburg-ház alapítója. Ezzel az állítással több történész is egyetért, azonban vannak, akik szerint kétes az a tézis, hogy Guntram lenne az első Habsburg.

## Családja
Egy fia volt: Lanzelin (920/926-990) 

## Fordítás
- Ez a szócikk részben vagy egészben  a   Guntram the Rich című angol Wikipédia-szócikk ezen változatának fordításán alapul.  Az eredeti cikk szerkesztőit annak laptörténete sorolja fel. Ez a jelzés csupán a megfogalmazás eredetét és a szerzői jogokat jelzi, nem szolgál a cikkben szereplő információk forrásmegjelöléseként.